# Lassesjön
Lassesjön är en sjö i Borås kommun i Västergötland och ingår i Viskans huvudavrinningsområde. Sjön är 6,6 meter djup, har en yta på 1,08 kvadratkilometer och är belägen 235,2 meter över havet. Sjön avvattnas av vattendraget Örbäck. Vid provfiske har abborre, mört och sutare fångats i sjön.

## Delavrinningsområde
Lassesjön ingår i det delavrinningsområde (641999-133895) som SMHI kallar för Utloppet av Lassesjön. Medelhöjden är 244 meter över havet och ytan är 8,88 kvadratkilometer. Det finns inga avrinningsområden uppströms utan avrinningsområdet är högsta punkten. Örbäck som avvattnar avrinningsområdet har biflödesordning 2, vilket innebär att vattnet flödar genom totalt 2 vattendrag innan det når havet efter 124 kilometer. Avrinningsområdet består mestadels av skog (47 procent) och sankmarker (28 procent). Avrinningsområdet har 1,06 kvadratkilometer vattenytor vilket ger det en sjöprocent på 11,9 procent.